# Harold & Kumar Escape from Guantanamo Bay
Harold & Kumar Escape from Guantanamo Bay, der kan forkortes "H&K: EFGB", er en amerikansk komedie fra 2008, baseret på to menneskers humoristiske liv. Den er efterfølger til filmen "Harold and Kumar go to White Castle".

## Eksterne Henvisninger
- Harold & Kumar Escape from Guantanamo Bay på Internet Movie Database (engelsk)
- Harold & Kumar Escape from Guantanamo Bay på AlloCiné (fransk)
- Harold & Kumar Escape from Guantanamo Bay på MovieMeter (nederlandsk)
- Harold & Kumar Escape from Guantanamo Bay på AllMovie (engelsk)
- Harold & Kumar Escape from Guantanamo Bay hos American Film Institute (engelsk)
- Harold & Kumar Escape from Guantanamo Bay på Turner Classic Movies (engelsk)
- Harold & Kumar Escape from Guantanamo Bay på The Movie Database (engelsk)
- Harold & Kumar Escape from Guantanamo Bay på Rotten Tomatoes (engelsk)
- Harold & Kumar Escape from Guantanamo Bay på Metacritic (engelsk)
- Harold & Kumar Escape from Guantanamo Bay på Box Office Mojo (engelsk)